# Pod Ruským
Pod Ruským je národní přírodní rezervace v oblasti Poloniny.
Nachází se v katastrálním území obce Stakčín v okrese Snina v Prešovském kraji. Území bylo vyhlášeno či novelizováno v roce 1988 na rozloze 11,1412 ha. Ochranné pásmo nebylo stanoveno.